# عواء بوليفي أحمر
عواء بوليفي أحمر (الاسم العلمي:Alouatta sara) هو نوع من الحيوانات يتبع جنس سعدان العواء من فصيلة السعادين عنكبوتية.